# Le Truel
 Le Truel  (en occitano Lo Truèlh) es una población y comuna francesa, situada en la región de Mediodía-Pirineos, departamento de Aveyron, en el distrito de Millau y cantón de Saint-Rome-de-Tarn.

## Demografía
| 597 | 473 | 418 | 445 | 384 | 369 |
| Para los censos de 1962 a 1999 la población legal corresponde a la población sin duplicidades (Fuente: INSEE [Consultar]) |     |     |     |     |     |